# Кестењастотрби игличави пацов
Кестењастотрби игличави пацов (лат. Maxomys ochraceiventer) је врста глодара из породице мишева (лат. Muridae).  

## Распрострањење
Врста има станиште на острву Борнео у Индонезији и Малезији.

## Станиште
Врста има станиште на копну.

## Угроженост
Подаци о распрострањености ове врсте су недовољни.

### Популациони тренд
Популациони тренд је за ову врсту непознат.